# تاکاگی، ناگانو
تاکاگی، ناگانو (به لاتین: Takagi, Nagano) یک منطقهٔ مسکونی در ژاپن است که در Shimoina District واقع شده‌است. تاکاگی ۶۶٫۶۱ کیلومترمربع مساحت و ۶٬۲۹۸ نفر جمعیت دارد.